# El Mirage
El Mirage es una ciudad ubicada en el condado de Maricopa en el estado estadounidense de Arizona. En el censo de 2010 tenía una población de 31 797 habitantes y una densidad poblacional de 1.216,5 personas por km².

## Geografía
El Mirage se encuentra ubicada en las coordenadas 33°35′25″N 112°19′38″O / 33.59028, -112.32722. Según la Oficina del Censo de los Estados Unidos, El Mirage tiene una superficie total de 26,14 km², de la cual 25,97 km² corresponden a tierra firme y (0,62%) 0,16 km² es agua.

## Demografía
Según el censo de 2010, había 31.797 personas residiendo en El Mirage. La densidad de población era de 1.216,5 hab./km². De los 31.797 habitantes, El Mirage estaba compuesto por el 60,85% blancos, el 6,57% eran afroamericanos, el 1,42% eran amerindios, el 1,63% eran asiáticos, el 0,28% eran isleños del Pacífico, el 24,28% eran de otras razas y el 4,98% pertenecían a dos o más razas. Del total de la población el 47,55% eran hispanos o latinos de cualquier raza.